# دهستان مزینان
دهستان مزینان دهستانی از توابع بخش مرکزی شهرستان داورزن در استان خراسان رضوی ایران به مرکزیت روستای مزینان است.

## جمعیت
جمعیت این دهستان بر اساس سرشماری سال ۱۳۹۰ برابر با ۵۵۴۲ نفر (۱۸۵۹ خانوار) بوده‌است.